# Lomaptera jelineki
Lomaptera jelineki är en skalbaggsart som beskrevs av Rigout 1997. Lomaptera jelineki ingår i släktet Lomaptera och familjen Cetoniidae. Inga underarter finns listade i Catalogue of Life.